# کیسدورف
کیسدورف (به آلمانی: Kisdorf) یک شهر در آلمان است که در زگه‌برگ واقع شده‌است. کیسدورف ۳٬۸۱۲ نفر جمعیت دارد.